# Eleição municipal de Natal em 1965
A eleição municipal de Natal em 1965 ocorreu em 3 de outubro do mesmo ano. O prefeito Tertius Rebello (UDN) terminaria seu mandato em 8 de abril de 1966. Agnelo Alves (PSD) foi eleito prefeito de Natal.

## Resultado da eleição para prefeito

### Turno Único
| Candidatos a prefeito | Candidatos a vice-prefeito | Número | Coligação     | Votos  | Válidos |
| --------------------- | -------------------------- | ------ | ------------- | ------ | ------- |
| Agnelo Alves PSD      | Ernani Silveira PSD        | n/d    | PSD, PTB      | 33.302 | 60,53%  |
| Pedro Lucena PTN      | Dari Dantas UDN            | n/d    | PTN, UDN, PSP | 21.719 | 39,47%  |

| Partido | Partido | Candidato    | Votos  | Votos (%) |
| ------- | ------- | ------------ | ------ | --------- |
|         | PSD     | Agnelo Alves | 33 302 | 60,53%    |
|         | PTN     | Pedro Lucena | 21 719 | 39,47%    |
| Totais  | Totais  | Totais       | 55 021 |           |